# Rima Khelil
Rima Khelil (sinh ngày 21 tháng 3 năm 1989) là một cầu thủ bóng ném của đội tuyển Algérie. Cô chơi cho câu lạc bộ Rija, và trong đội tuyển quốc gia Algérie. Cô đại diện cho Algeria tại Giải vô địch bóng ném nữ thế giới 2013 ở Serbia, nơi đội tuyển Algérie xếp thứ 22.